# Табела рангова
Табела рангова (рус. Табель о рангах) била је строга хијерархија грађанских, војних и дворских чинова у Руској Империји систематизована кроз 14 класа.
Император Петар Велики је Табелу рангова установио 24. јануара/4. фебруара 1722. и постојала је са већим бројем измјена све до Октобарске револуције (1917).

## Опис
Сви чинови Табеле рангова дијелили су се у три типа — војне, грађанске и дворске. Сви су се они дијелили на четрнаест класа, а свакој класи је одговарао чин. Првобитно, чинови су за вријеме Петра Великог означавали функцију (дужност). Петрова Табела рангова укључивала је 263 дужности, од којих су неке крајем 18. вијека сасвим ишчезле.
Грађанске дужности касније су назване грађански чинови. Тако су у почетку називи чинова колешки секретар, колешки асесор, колешки савјетник и грађански савјетник означавали дужности секретара колегијума, члана савјета колегијума (са савјетодавним и одлучујућим гласом) и предсједника „грађанског“ колегијума. Дворски савјетник је првобитно био предсједник дворског суда (укинут још 1726, али име чина је остало све до 1917).
Закон донесен 24. јануара/4. фебруара 1722. установио је чинове у 14 класа (или рангова) и имао је 19 тачака са појашњењима. Свакој класи је одговарао војнички чин (копнени, гардијски, артиљеријски и поморски), а такође и грађански и дворски чин. Чинови су се дијелили на ниже официрске, више официрске и генералске. Чинови највишег генералитета (прве двије класе) давали су се посебно.
Њима се обраћало са: Ваше благородје (нижи официри), Ваше високо благородје (виши официри), Ваше превасходство (генерали) и Ваше високо превасходство (прве двије класе). Чинови V класе били су посебни, односно нису припадали ни официрским ни генералским. Њима се обраћало са Ваше високородје.
Министри су имали чин не нижи од тајног савјетника (III класа).

## Ново племство
Ступањем на снагу Табеле рангова древни руски чинови (бојари, окољничи итд.) формално нису били укинути, али су се престали додјељивати. Војна служба је била одвојена од грађанске и дворске. Чинове племићима је додјељивао император сверуски, а створена су два племства — лично и насљедно.
Указом императора Александра II од 9. децембра 1856. предвиђено је добијање племства на сљедећи начин: лично племство се добијало стицањем чина IX класе, а право на насљедно племство је имао чин пуковника (VI класа) или чин активног грађанског савјетника (IV класа). Чинови од XIV до X класе су се називали просто „почасним грађанима“.

## Табела рангова (1798—1884)
| Класа | Титула                    | Грађански чинови                          | Војни чинови       | Војни чинови     | Војни чинови    | Војни чинови     | Војни чинови        | Војни чинови               | Дворски чинови |
| Класа | Титула                    | Грађански чинови                          | Пјешадија          | Коњица           | Гарда пјешадија | Гарда коњица     | Козаци              | Морнарица                  | Дворски чинови |
| I     | Ваше високо превасходство | Канцелар Активни државни саветник I класе | Генерал-фелдмаршал |                  |                 |                  |                     | Генерал-адмирал            | |
| II    | Ваше високо превасходство | Активни државни саветник                  | Генерал пјешадије  | Генерал коњице   |                 |                  | Генерал коњице      | Адмирал                    | Виши коморник, виши дворски мајстор, виши дворски маршал, виши чувар вина, виши мајстор коњушница, виши мајстор лова |
| III   | Ваше превасходство        | Државни саветник                          | Генерал-лајтнант   | Генерал-лајтнант |                 |                  | Генерал-лајтнант    | Вицеадмирал                | Дворски мајстор, дворски маршал, мајстор коњушница, мајстор лова, виши мајстор церемонија                            |
| IV    | Ваше превасходство        | Активни грађански савјетник               | Генерал-мајор      | Генерал-мајор    |                 |                  | Генерал-мајор       | Контраадмирал              | Коморник |
| V     | Ваше високородје          | Грађански савјетник                       |                    |                  |                 |                  |                     | Капетан-командор (до 1827) | Млађи коморник, мајстор церемонија                                                                                   |
| VI    | Ваше високо благородје    | Колешки савјетник                         | Пуковник           | Пуковник         | Пуковник        | Пуковник         | Пуковник            | Капетан 1. ранга           | Собни послужитељ |
| VII   | Ваше високо благородје    | Дворски савјетник                         | Потпуковник        | Потпуковник      | Капетан         | Ротмистр         | Потпуковник         | Капетан 2. ранга           | |
| VIII  | Ваше високо благородје    | Колешки асесор                            | Мајор              | Мајор            | Штапски капетан | Штапски ротмистр | Војнички старјешина | Капетан-лајтнант           | |
| IX    | Ваше благородје           | Титуларни савјетник                       | Капетан            | Ротмистр         | Поручник        | Поручник         | Јесаул              | Лајтнант                   | Дворски послужитељ                                                                                                   |
| X     | Ваше благородје           | Колешки секретар                          | Штапски капетан    | Штапски ротмистр | Потпоручник     |                  |                     |                            | |
| XI    | Ваше благородје           | Бродски секретар                          |                    |                  |                 |                  |                     |                            | |
| XII   | Ваше благородје           | Губернијски секретар                      | Поручник           | Поручник         |                 | Корнет           | Сатник              | Мичман                     | |
| XIII  | Ваше благородје           | Провинцијски секретар                     | Потпоручник        |                  |                 |                  |                     |                            | |
| XIV   | Ваше благородје           | Колешки регистратор                       | Заставник          | Корнет           |                 |                  | Харунжи             |                            | |